# 헨리 8세 (1933년 영화)
《헨리 8세》(The Private Life Of Henry VIII)는 영국에서 제작된 알렉산더 코다 감독의 1933년 드라마 영화이다. 찰스 로튼 등이 주연으로 출연하였고 알렉산더 코르다 등이 제작에 참여하였다.
이 영화는 할리우드 영화가 아닌 영화들 가운데 아카데미상을 받은 최초의 작품인데, 1933년 아카데미 남우주연상에 찰스 로턴이 선정되었다.

## 출연

### 주연
- 찰스 로튼
- 로버트 도냇
- 프랭클린 다이얼

### 조연
- 마일즈 맨더
- 윌리엄 오스틴
- 존 로더
- 클로드 앨리스터
- 깁 맥러플린
- 샘 리브시
- 메르 오베른
- 웬디 배리
- 엘자 란체스터
- 비니 반즈
- 에버리 그레그
- 레이디 트리

## 기타
- 의상: 존 암스트롱